# Szachowo (obwód kurski)
Szachowo (ros. Шахово) – wieś (ros. село, trb. sieło) w zachodniej Rosji, w sielsowiecie sołdatskim rejonu fatieżskiego w obwodzie kurskim.

## Geografia
Miejscowość położona jest nad Usożą (lewy dopływ Swapy w dorzeczu Sejmu), 2,5 km od centrum administracyjnego sielsowietu (Sołdatskoje), 10 km na zachód od centrum administracyjnego rejonu (Fatież), 50 km na północny zachód od Kurska, 8 km od drogi magistralnej (federalnego znaczenia) M2 «Krym» (część trasy europejskiej E105).
We wsi znajdują się 33 posesje.
Klimat
Miejscowość, jak i cały rejon, znajduje się w strefie klimatu kontynentalnego z łagodnym ciepłym latem i równomiernie rozłożonymi opadami rocznymi (Dfb w klasyfikacji klimatów Köppena).

## Demografia
W 2010 r. wieś zamieszkiwało 18 osób.